# Gaetano De Gennaro
Gaetano De Gennaro (Nápoles, 1 de marzo de 1890 — São Paulo, 21 de mayo de 1959) fue un pintor, escultor y profesor italo-brasileño. 
Tuvo sus inicios de pintor apoyado por su tío, el pintor Luís Barone, en Nápoles. Posteriormente se traslada a París donde tiene la oportunidad de aprimorar sus estudios con Alberto Besnard, la influencia de este se hará sentir en toda su carrera. En Grenoble (Francia) estudia escultura con Urbano Basset, y en el Colegio de Artes Decorativas, en Nice. Vive parte de su vida entre Italia, Suiza, Francia e Inglaterra hasta mudarse para el Brasil, donde también se desempeñó como profesor. 
En 1947 participa del 52.º Salón Nacional de Belas Artes en Río de Janeiro, (Brasil). A partir de ese año, hasta el 1953, participa en exposiciones colectivas casi todos los años, en Río de Janeiro, São Paulo y Curitiba. En 1982, sus obras participan en la exposición: Pintores Italianos en el Brasil, en el MAM de São Paulo.